# René Beauvais
René Beauvais (aussi appelé René Saint-James) est un charpentier et un sculpteur sur bois du Bas-Canada . 
L'apprentissage de Beauvais est peu connu, mais c'est probablement avec Louis-Amable Quévillon ou peut-être un de ses associés qu'il serait devenu un sculpteur sur bois vers 1812. On lui doit notamment d'importants travaux dans l'église de Sainte-Thérèse-de-Blainville. 
En 1815, Beauvais devient partenaire de Quévillon avec Joseph Pépin et Paul Rollin. En raison de la nature collaborative du métier à l'époque, il est difficile d'identifier individuellement son propre travail, mais il a eu une influence importante sur la sculpture sur bois dans la région de Montréal, tout comme l'atelier de Quévillon.  
À la mort de Quévillon en 1823, Beauvais s'associe avec le sculpteur François Dugal pour former sa propre compagnie qui engage plusieurs apprentis. Malgré un incendie qui détruit son atelier en 1825, il poursuit ses travaux dans de nombreuses églises du Québec. 